# Aalt Stadhaus
L'Aalt Stadhaus és una sala de concerts situada a Differdange, al Gran Ducat de Luxemburg. Inaugurada el 31 de gener de 2014, té una capacitat màxima de 201 persones.
L'edifici va ser nominat per a un Premi d'Arquitectura Contemporània Mies van der Rohe el 2014.